# Milton Morrison
Milton Teófilo Morrison Ramírez (Santo Domingo, 14 de agosto de 1975) es un ingeniero eléctrico, escritor, empresario y político dominicano. Ganador del Premio Nacional de la Juventud. Es el fundador y presidente del partido político País Posible.En la actualidad es el director del Instituto Nacional de Tránsito y Transporte Terrestre (INTRANT).
En el desarrollo de su carrera profesional ha sido, entre 2010 y 2017, vicepresidente ejecutivo de la Asociación Dominicana de la Industria Eléctrica (ADIE). Ostenta los cargos de coordinador de la Comisión de Energía de la Asociación Nacional de Jóvenes Empresarios (ANJE) y presidente de la Comisión de Control de Energía del Club Naco y vicepresidente del Centro de Innovación ATABEY.
Ha escrito varios libros, tanto de temática política como técnica, entre los que destaca por la transcendencia que tuvo en el país el titulado La Ruptura Generacional: Hacia una renovación de la Esperanza, que publicó en el año 2008.

## Juvenil y Educación
Milton Teófilo Morrison Ramírez nació el 14 de agosto de 1975 en Santo Domingo, capital de la República Dominicana en el seno de una familia acomodada. Su padre, el escritor Mateo Morrison fue Premio Nacional de Literatura de la República Dominicana y su madre, Cristobalina Ramírez, trabaja como bibliotecaria. Cuando Milton era pequeño su madre se trasladó a Estados Unidos estableciéndose en la ciudad de Nueva York.
Realizó los estudios primarios en los colegios Escuela Nueva y Mahatma Gandhi, pasando en séptimo de primaria al Liceo Experimental de la Universidad Autónoma de Santo Domingo, donde terminó la primaría. La secundaria la cursó en la Escuela Nacional de Artes y Oficio de Santo Domingo, actualmente un Instituto Politécnico, donde obtuvo el título de perito en electrónica.
En 1992 ingresa en el Instituto Tecnológico de Santo Domingo (INTEC), donde se gradúa con honores cum laude en Ingeniería Eléctrica en 1995. En 1996 es nombrado Coordinador General del 1.er Simpsio Nacional de Energía Eléctrica organizado en el Instituto Dominicano de Tecnología Industrial INDOTEC, actual Instituto de Innovación en Biotecnología e Industria (IIBI).
En 1999 se traslada a Inglaterra para cursar, en la University of Bradford, un curso de maestría en Development and Project Planning y en el año 2002 realiza un curso de especialización en Regulación de Mercados Eléctricos en la Universidad de la Florida, en Florida, Estados Unidos.

## Carrera
En 1998 funda con su hermano Nelson Morrison la empresa de ingeniería Morrison Ingenieros.
En el año 2000 forma parte de la delegación dominicana participante en el proyecto, de la Organización de las Naciones Unidas, Objetivos de Desarrollo del Milenio. Ese mismo año se hace cargo de la Dirección de Energía No Convencional del Ministerio de Industria y Comercio en la República Dominicana.
Entre los años 2001 y 2003 fue director de la Carrera de Ingeniería Eléctrica del Instituto Tecnológico de Santo Domingo (INTEC).
En 2002 formó parte de la delegación dominicana ante el Departamento de Industria y Comercio (DTI) de Gran Bretaña y acudió a la 5ta CII India-Latin America and Caribbean Conclave en Nueva Delhi, India.
Participó en la Cumbre Mundial de Energías Renovables en Bonn (Alemania) realizada en el año 2004 y fue designado consultor de la Agencia de Cooperación Técnica Alemana-GTZ con fin de la elaboración de un documento sobre proyectos de energía renovables para América.
En el año 2006 fue nombrado director ejecutivo del Foro Eléctrico para crear espacios de discusión para la búsqueda de soluciones a la problemática eléctrica y en 2015 participó, invitado por el gobierno chino, en un seminario sobre política energética en Pekín.
Ostentó la vicepresidencia ejecutiva de la Asociación Dominicana de la Industria Eléctrica (ADIE) hasta el año 2017 y fue Coordinador de la Comisión de Energía de la Asociación Nacional de Jóvenes Empresarios (ANJE).
Ha escrito varios libros, tanto de temática política como técnica, entre los que destaca por la transcendencia que tuvo en el país el titulado La Ruptura Generacional: Hacia una renovación de la Esperanza que publicó en el año 2008.

### Vida política
En 2017, abandona la vicepresidencia ejecutiva de la ADIE y funda el movimiento político País Posible. Logró presentar la afiliación de más de 128.000 miembros a la Junta Central Electoral para la legalización de su partido.
El 29 de octubre de 2019, Pais Posible fue oficialmente reconocido como partido por la Junta Central Electoral.
En septiembre de 2019, Milton Morrison realizó un evento en el Palacio de los Deportes Virgilio Travieso Soto, donde más de 10 000 personas asistieron. Siendo el primer partido político nuevo que logra este acontecimiento.

## Obra literaria y reconocimientos
Ha recibido varios premios y reconocimientos:
- Premio Nacional de la Juventud (máximo galardón que otorga el Estado Dominicano a la juventud) el 31 de enero de 1999.

- Embajador por la Paz Mundial otorgado por la Interreligious and International Federation of World Peace (IIFWP) el febrero de 2002.

- Personaje Sobresaliente de la República Dominicana por la Fundación Senderos del Mundo. Otorgado por la Fundación Senderos del Mundo. En el año 2006.

- Joven Sobresaliente de la República Dominicana otorgado por la JCI en agosto del 2010 recibió el premio.

- Parlamento Juvenil le entregó un reconocimiento por su labor en el sector eléctrico del país y sus contribuciones con la juventud dominicana en enero del 2011

- Premio Egresado Destacado otorgado por la Universidad INTEC en 2013.[31][32]

- Gran Premio JCI al Civismo Activo otorgado por la Junior Chamber International (JCI) en el año 2018.